# SAM Broadcaster
SAM Broadcaster è un software professionale per la trasmissione e la gestione di una web radio.
Permette di gestire lo streaming di una radio simulando una regia tramite numerosi strumenti offerti all'interno della piattaforma, compreso un mixer virtuale e molti moduli per l'organizzazione e l'archiviazione delle tracce audio.
Il software è compatibile con la maggior parte dei formati audio e permette di codificare il suono, per la trasmissione in streaming, nei seguenti formati:
- mp3
- mp3pro
- Ogg/Vorbis
- AAC
- Windows Media Audio

SAM Broadcaster utilizza un database per memorizzare e gestire le informazioni delle tracce audio.
In fase di utilizzo è possibile scegliere fra quattro tipologie di database: Firebird SQL, MySQL, MariaDB e Microsoft SQL Server.